# Road To Higher Love
«Road To Higher Love» («Camino hacia el amor más alto») es el primer sencillo del sexto álbum de Thomas Anders, Souled. 

## Créditos
- Producción: Peter Wolf
- Arreglos: Peter Wolf
- Grabación: Paul Ericksen en "The EMBASSY", Los Angeles, E.U.
- Mezcla: Paul Ericksen en "The EMBASSY", Los Angeles, E.U.
- Guitarras: David Williams, Jeff Richman, Bruse Gaitsch, Peter Roberts
- Percusión: Tony Braunagl
- Rap en "The Heat Between The Boys And The Girls": Sean Thomas
- Otros Instrumentos: Peter Wolf
- Coros: Phillip Ingram; Thomas Anders; Anita, June y Ruth Pointer; Alex Brown; Lynn Davis; Ina Wolf
- Letra: Ina Wolf
- Música: Peter Wolf y Thomas Anders

## Sencillos
CD-Maxi Polydor 853 761-1 / EAN 0042285376128	31.10.1994
1. 	Road To Higher Love (Radio Edit)		3:59
2. 	Road To Higher Love (Extended Version)		5:25
3. 	The Heat Between The Girls And The Boys		4:50
- Datos: Q6109330